# Congiuntivite primaverile
In campo oculistico, si intende per congiuntivite primaverile o cheratocongiuntivite Vernal (dal latino “primaverile”, appunto) o semplicemente VKC (acronimo dell'inglese "Vernal keratoconjunctivitis"), una rara malattia cronica infiammatoria della congiuntiva, cioè la superficie dell'occhio che vediamo come bianca, anche se in realtà la congiuntiva è praticamente trasparente, e il colore che vediamo è quella della sclera su cui è appoggiata. 
Tale forma di congiuntivite è di tipo noduloiperplastica, ovvero caratterizzata da fenomeni produttivi. Nelle forme più gravi la visione è preclusa, con la chiusura delle palpebre. Di tale rara forma di cheratocongiuntivite esistono testimonianze di studio risalenti agli anni 1846 (Artl) e 1855 (Desmarres), ma è ad Edwin Theodor Saemisch che si devono le prime definizioni di "catarro primaverile" o "catarro Vernal",

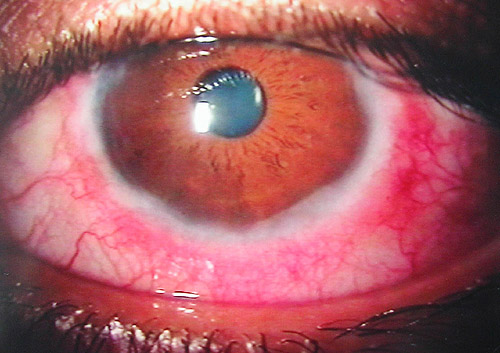
esempio di cheratocongiuntivite Vernal (abbr. VKC), in forma grave

nel 1872.

## Caratteristiche
- Si riscontra la presenza di ipertrofia papillare (nella congiuntiva tarsale)
- È una forma bilaterale (interessa entrambi gli occhi)
- La congiuntiva bulbare diventa gelatinosa

## Sintomatologia
I sintomi e segni clinici nel paziente possono manifestarsi come prurito, lacrimazione, produzione di muco biancastro, fotofobia (fastidio o dolore alla luce), dolore alla palpazione e sensazione di corpo estraneo.

## Eziologia
Le cause scatenanti sono sconosciute, alcuni autori sospettano che sia una reazione anormale ad uno stimolo fotodinamico.

## Terapie
Molti farmaci comuni non riescono a risolvere l'anomalia, in questo caso le cure quindi saranno chirurgiche, con la crioterapia e la sostituzione dell'ipertrofia papillare con mucosa buccale. Oltre alle terapie più comuni come antiallergici, cortisonici e vasocostrittori negli ultimi anni sono in fase di studio in varie cliniche (ad esempio all'ospedale pediatrico Meyer di Firenze) colliri a base di ciclosporina e tacrolimus.